# Mariano Benito Barrio Fernández
Mariano Benito Barrio Fernández (Jaca, 21 de noviembre de 1805 – Valencia, 20 de noviembre de 1876) fue un cardenal español.
Fue nombrado cardenal de la Iglesia católica por el papa Pío IX.

## Biografía
Nació en Jaca el 21 de noviembre de 1805, estudiando en la misma ciudad. Ordenado en 1830, fue profesor universitario en Huesca y vicario general en Palencia, ciudad en la que fue nombrado obispo de Cartagena.
Ocupó dicha sede episcopal desde 1847 hasta su nombramiento como arzobispo de Valencia en 1861. De su episcopado en Cartagena destaca la reconstrucción del coro de la catedral de Murcia y la recuperación de la iglesia de San Andrés en la misma ciudad. Como arzobispo de Valencia, participó en el Concilio Vaticano I. El papa Pío IX lo elevó por iniciativa propia al rango de cardenal en el consistorio del 22 de diciembre de 1873. Ocupó el titulus de San Juan y San Pablo.
Como arzobispo fue también senador nato de las Cortes de la Restauración desde 1860 hasta el final del reinado de Isabel II en 1868. En política destacó por sus controvertidos escritos sobre la relación entre iglesia y estado.
Murió el 20 de noviembre de 1876 a la edad de 71 años. Se encuentra enterrado en la capilla de la Santísima Trinidad de la catedral de Valencia.